# 10 janvier dans les chemins de fer
10 décembre 10 février
Chronologies thématiques
- Croisades
- Sports
- Disney

Cette page concerne les événements qui se sont déroulés un 10 janvier dans les chemins de fer.

## Événements

### XIXesiècle
- 1863, Royaume-Uni : mise en service du premier métro du monde, en l'occurrence, le premier tronçon de ce qui est aujourd'hui la Hammersmith & City Line, entre Paddington et Farringdon.

### XXesiècle
- 1909. France : inauguration de la ligne en voie métrique d'Orthez à Aire-sur-l'Adour (compagnie des Tramways à Vapeur de la Chalosse et du Béarn), (TVCB)